# Stefanie Stern
Stefanie Stern (geboren 1901; gestorben 1996) war eine deutsche Florettfechterin. Sie trainierte beim Fechtclub Offenbach und gewann die erste Deutsche Meisterschaft in einem Damenwettbewerb.

## Erfolge
Stern war eine Schülerin des italienischen Fechtmeisters Arturo Gazzera, der auf Grund des Engagements Jakob Erckrath de Barys, die italienische Fechtschule in Deutschland zu etablieren, für den Fechtclub Offenbach angestellt war. Gazzera führte schon 1901 einen Schaukampf mit einer Schülerin durch und etablierte früh eine Damenfechtabteilung, aus der neben Stern auch Helene Mayer, Hedwig Haß und andere erfolgreiche Fechterinnen hervorgingen.
1923 wurde erstmals eine deutsche Meisterschaft im Damenflorett ausgetragen, aus der Stern siegreich hervorging. 1924 konnte sie ihren Erfolg bei den deutschen Meisterschaften wiederholen, ein Jahr später (1925) musste sie ihrer Vereinskameradin Helene Mayer den Vortritt lassen, die Stern auf den zweiten Platz verwies.
Ebenfalls 1923 nahm Stern an einem Turnier mit niederländischer Konkurrenz teil, in dem Seitens des FC Offenbach neben Stern Erckrath de Bary, Hans Halberstadt, Julius Lichtenfels, Georg Stöhr und Hans Thomson teilnahmen. Dies war der erste Wettkampf des FC Offenbach mit ausländischer Beteiligung seit dem Ersten Weltkrieg. Außerdem gewann Stern 1927 in Philadelphia die amerikanische Meisterschaft. Im selben Jahr heiratete sie in Amerika den in München geborenen jüdischen Ingenieur Philip Oppenheimer.